# مجلس پادشاهی اسکاتلند

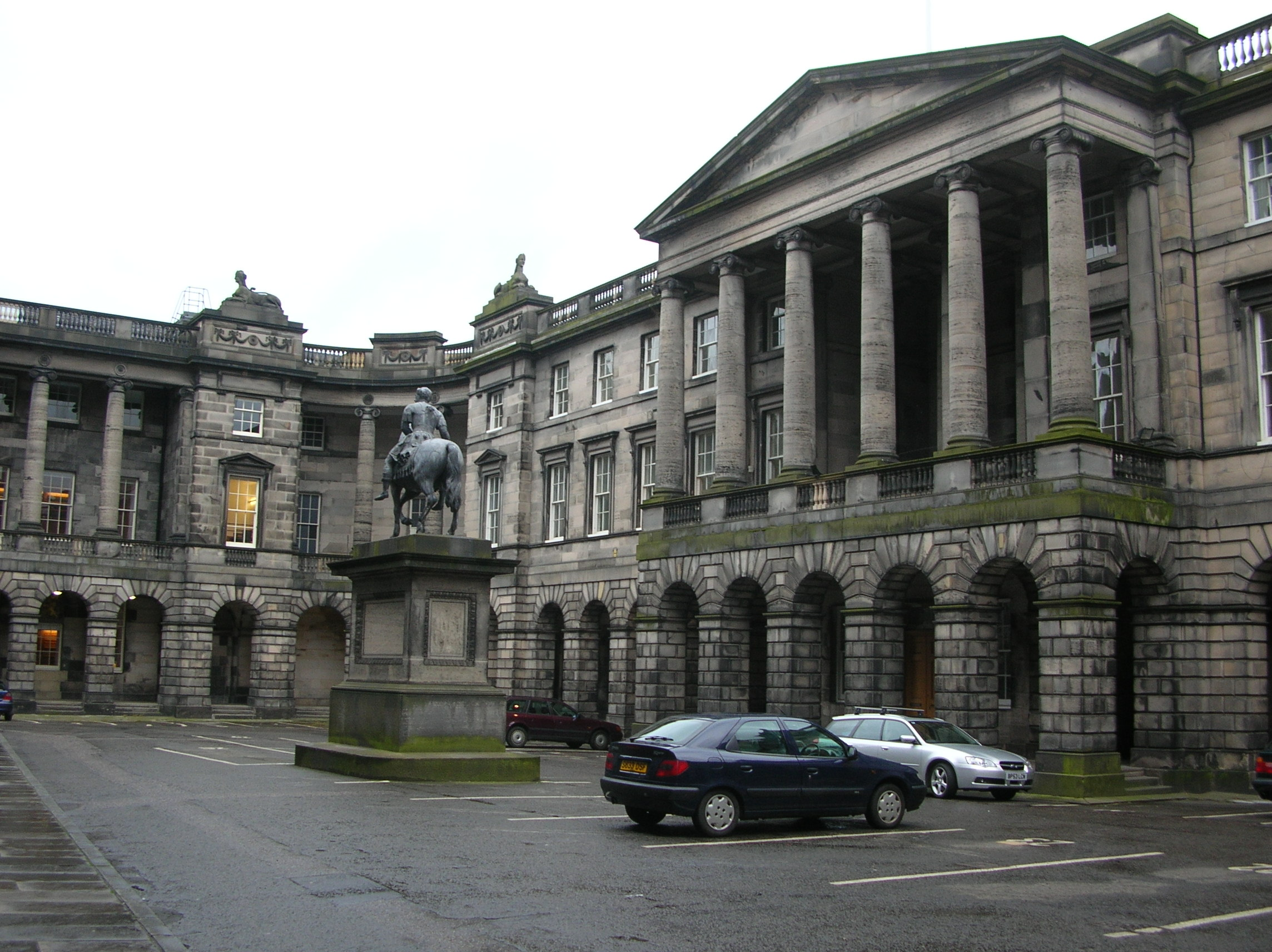
ساختمان مجلس اسکاتلند در ادینبرو

مجلس پادشاهی اسکاتلند (به انگلیسی: Parliament of Scotland) به صورت رسمی قوه قانونگذاری پادشاهی اسکاتلند بود که بر اساس اسناد تاریخی نخستین بار به شکلی ابتدایی در قرن ۱۳ میلادی و در هنگام حکومت الکساندر دوم (اسکاتلند) تأسیس شد و اولین جلسه آن مطابق با برخی شواهد تاریخی در سال ۱۲۳۵ میلادی برگزار شده‌است. مقر آن در شهری کوچک به نام کریکلیستون، در نزدیکی شهر ادینبرو واقع بوده‌است.
مجلس اسکاتلند در طول تاریخ نقش مهمی را در سیاست‌های پادشاهی اسکاتلند و حتی پادشاهی بریتانیا و تصمیمات حکمرانان ایفا نموده است. مجلس اسکاتلند، مجلسی یک مجلسی می‌باشد و تنها دارای یک ساختمان و مجلس مقننه است.